# 徐达明
徐达明（1888年—1914年2月4日），字介舟，湖北鄂城（今鄂州）人，系辛亥革命武昌起义领袖之一，与蔡济民、吴醒汉、王文锦合称为武昌首义“四大金刚”。

## 生平
早年投身湖北新军工程队前锋一营当兵，1906年被选送到湖北陆军特别小学堂，1909年毕业，任陆军第八镇步队第三十标第二营排长。先后参加过日知会、黄冈军学界讲习所、群治学社、振武学社等革命组织。1911年10月，武昌首义前夕，徐达明嘱咐护卫清督署的同志届时拆下清军机关枪、机关炮的机件。这一措施，在很快爆发的武昌首义中起到了很大作用。10月10日夜，工程营发难，但第三十标管带下令所属士兵不准外出，徐达明却吹笛站队，并派同志闯入本标营军械库夺取子弹，率本排同志直奔楚望台，与熊秉坤部汇合，从正面进攻清督署，次日凌晨督署便被各路汇集的革命军攻克。
湖北军政府成立后，为谋略处成员。徐达明曾清收清廷金库，为革命提供大量经费。阳夏之战，驰临前线督战。南北议和后，任毕血会会长。民国成立后，任湖北稽勋局调查长，后授陆军中将。不久以后，咯血病复发，请假回省就医。因医治无效，于1914年2月4日病逝，年仅26岁。对徐达明的英年早逝，黎元洪痛写挽联：“为国事尽瘁十年，功在凌烟终不朽，惜楚材又弱一个，苍生袍泽我犹悲。”

## 后事与家庭
徐达明的故居位于鄂州市华容区段店镇孔关村徐家长湾，青砖加木结构，抗战时期曾遭日寇轰炸，后仅剩后面三间，仅占原故居的三分之一。2005年，故居一大半被他人强占建房。徐达明的坟墓位于距故居300左右的田野里，坟前立有残缺的一块青石碑，上书“陆军中将徐达明之墓”，石碑在文革期间曾被沉入池塘，后捞起复立。
徐达明留下一子，在文革期间被逼疯，曾到街上拿着徐达明的勋章等遗物喊冤，结果被当时的镇武装部长没收。其子生育两儿一女，两儿夭折，一女成人，嫁与临近的吴姓男子为妻，生有四子。